# Troon
Troon est une ville portuaire du South Ayrshire en Écosse. Elle est située sur la côte ouest, au nord de Ayr et au nord-ouest de l'aéroport de Glasgow-Prestwick, dans le Firth of Clyde.
Troon est célèbre pour son terrain de golf, le Royal Troon Golf Club.